# Заросляк колумбійський
Заросляк колумбійський (Atlapetes fuscoolivaceus) — вид горобцеподібних птахів родини Passerellidae. Ендемік Колумбії.

## Опис
Довжина птаха становить 18 см. Голова темно-бура, верхня частина тіла темно-оливкова, крила і хвіст чорні, нижня частина тіла яскраво-жовта, баки жовті з оливковим відтінком.

## Поширення і екологія
Колумбійський заросляк є ендеміком колумбійських Анд. Ареал птаха обмежений західними схилами Східного хребта і східними схилами Центрального хребта, в долині річки Магдалена в департаменті Уїла і в національному парку Серранія-де-лос-Чурумбелос в департаменті Каука. Колумбійський заросляк живе на узліссях і галявинах гірських тропічних лісів на висоті від 1600 до 2400 м над рівнем моря.

## Збереження
МСОП вважає стан збереження колумбійського заросляка близьким до загрозливого. Основною загрозою є знищення природного середовища.